# Lekkoatletyka na Letnich Igrzyskach Olimpijskich 1956 – sztafeta 4 × 100 m kobiet
Sztafetę 4 × 100 metrów kobiet podczas XVI Letnich Igrzysk Olimpijskich w Melbourne rozegrano 1 grudnia 1956 (eliminacje i finał) na  stadionie Melbourne Cricket Ground. Zwycięzcą została sztafeta Australii, która biegła w składzie: Shirley Strickland de la Hunty, Norma Croker, Fleur Mellor i Betty Cuthbert. W finale ustanowiła rekord świata z czasem 44,5 s.

## Rekordy
|                   | Reprezentacja     | Zawodniczki                                                | Czas | Data                  | Miejsce  |
| ----------------- | ----------------- | ---------------------------------------------------------- | ---- | --------------------- | -------- |
| Rekord świata     | Niemcy            | Erika Fisch, Christa Stubnick, Gisela Köhler, Bärbel Mayer | 45,1 | 30 września 1956(dts) | Drezno   |
| Rekord olimpijski | Stany Zjednoczone | Mae Faggs, Barbara Jones, Janet Moreau, Catherine Hardy    | 45,9 | 27 lipca 1952(dts)    | Helsinki |

## Wyniki
| Poz. - pozycja |
| – rekord świata \| – rekord krajowy \| – rekord życiowy \| = – wyrównany rekord życiowy \| · – najlepszy wynik w sezonie \| = – wyrównany najlepszy wynik w sezonie \| – rekord olimpijski |
| Fn – falstart \| DNF – nie ukończyła \| DNS – nie wystartowała \| DSQ – zdyskwalifikowana                                                                                                  |

### Eliminacje
9 sztafet przystąpiło do biegów eliminacyjnych. Rozegrano dwa biegi. Do finału awansowały po trzy najlepsze sztafety w każdym biegu (Q).

#### Bieg 1
| Poz. | Państwo   | Zawodniczki                                                                | Rezultat | Uwagi |
| ---- | --------- | -------------------------------------------------------------------------- | -------- | ----- |
| 1    | Australia | Shirley Strickland de la Hunty, Norma Croker, Fleur Mellor, Betty Cuthbert | 45,00    | Q,    |
| 2    | Niemcy    | Maria Sander, Christa Stubnick, Gisela Köhler, Bärbel Mayer                | 45,07    | Q,    |
| 3    | Włochy    | Letizia Bertoni, Maria Musso, Milena Greppi, Giuseppina Leone              | 45,91    | Q     |
| 4    | Francja   | Catherine Capdevielle, Micheline Fluchot, Simone Henry, Angèle Picado      | 46,39    |       |
| 5    | Kanada    | Eleanor Haslam, Diane Matheson, Maureen Rever, Dorothy Kozak               | 46,79    | ,     |

#### Bieg 2
| Poz. | Państwo           | Zawodniczki                                                         | Rezultat | Uwagi |
| ---- | ----------------- | ------------------------------------------------------------------- | -------- | ----- |
| 1    | Wielka Brytania   | Anne Pashley, Jean Scrivens, June Paul, Heather Armitage            | 45,38    | Q     |
| 2    | Stany Zjednoczone | Mae Faggs, Margaret Matthews, Wilma Rudolph, Isabelle Daniels       | 45,52    | Q,    |
| 3    | ZSRR              | Wira Krepkina, Galina Riezczikowa, Marija Itkina, Irina Boczkariowa | 46,20    | Q     |
| 4    | Polska            | Maria Kusion, Barbara Lerczak, Genowefa Minicka, Halina Richter     | 46,58    |       |

### Finał
| Poz. | Państwo           | Zawodniczki                                                                | Rezultat | Uwagi |
| ---- | ----------------- | -------------------------------------------------------------------------- | -------- | ----- |
| 1    | Australia         | Shirley Strickland de la Hunty, Norma Croker, Fleur Mellor, Betty Cuthbert | 44,65    | [ 1 ] |
| 2    | Wielka Brytania   | Anne Pashley, Jean Scrivens, June Paul, Heather Armitage                   | 44,70    | [ 5 ] |
| 3    | Stany Zjednoczone | Mae Faggs, Margaret Matthews, Wilma Rudolph, Isabelle Daniels              | 45,04    | [ 4 ] |
| 4    | ZSRR              | Wira Krepkina, Galina Riezczikowa, Marija Itkina, Irina Boczkariowa        | 45,81    |       |
| 5    | Włochy            | Letizia Bertoni, Maria Musso, Milena Greppi, Giuseppina Leone              | 45,90    | =     |
| 6    | Niemcy            | Maria Sander, Christa Stubnick, Gisela Köhler, Bärbel Mayer                | 47,29    |       |